# Kościół Podwyższenia Krzyża Świętego i Matki Bożej Uzdrowienia Chorych w Katowicach
Kościół Podwyższenia Krzyża Świętego i Matki Bożej Uzdrowienia Chorych w Katowicach – rzymskokatolicki kościół parafialny pod wezwaniem Podwyższenia Krzyża Świętego i Matki Bożej Uzdrowienia Chorych przy ul. Mieszka I na katowickim Osiedlu Tysiąclecia.
Odpust przypada w drugą niedzielę września, w związku ze świętem Podwyższenia Krzyża Świętego obchodzonym w liturgii 14 września.

## Historia
Pierwsze starania o budowę kościoła na Osiedlu Tysiąclecia podjął bp Herbert Bednorz. Podczas pielgrzymki mężczyzn do sanktuarium w Piekarach Śląskich w 1974 roku o wydanie pozwolenia na budowę kościoła na Osiedlu Tysiąclecia apelował kard. Karol Wojtyła. Wojewoda katowicki Stanisław Kiermaszek wydał pozwolenie 27 maja 1977 roku. Autorami projektu zostali architekci Henryk Buszko i Aleksander Franta. Poświęcenia kamienia węgielnego dokonał św. Jan Paweł II 6 czerwca 1979 roku. Budowę rozpoczęto 27 września 1979.
Budowę wspierali finansowo i czynem społecznym mieszkańcy osiedla. Dolny kościół, pod wezwaniem Matki Bożej Uzdrowienia Chorych poświęcił bp Herbert Bednorz 13 grudnia 1981 roku. Górny kościół, pod wezwaniem Podwyższenia Krzyża Świętego konsekrował biskup Damian Zimoń 14 września 1991 roku. W 2012 roku powstała Kaplica Matki Bożej Fatimskiej oraz zainstalowano stacje Drogi Krzyżowej. Cztery dzwony poświęcił abp Wiktor Skworc 12 września 2015 roku. Witraże w kościele górnym, autorstwa artysty malarza Aleksandra Kozery poświęcił bp Marek Szkudło 7 września 2019 roku. We wrześniu 2020 poświęcono figurę św. Ryty z Cascii.

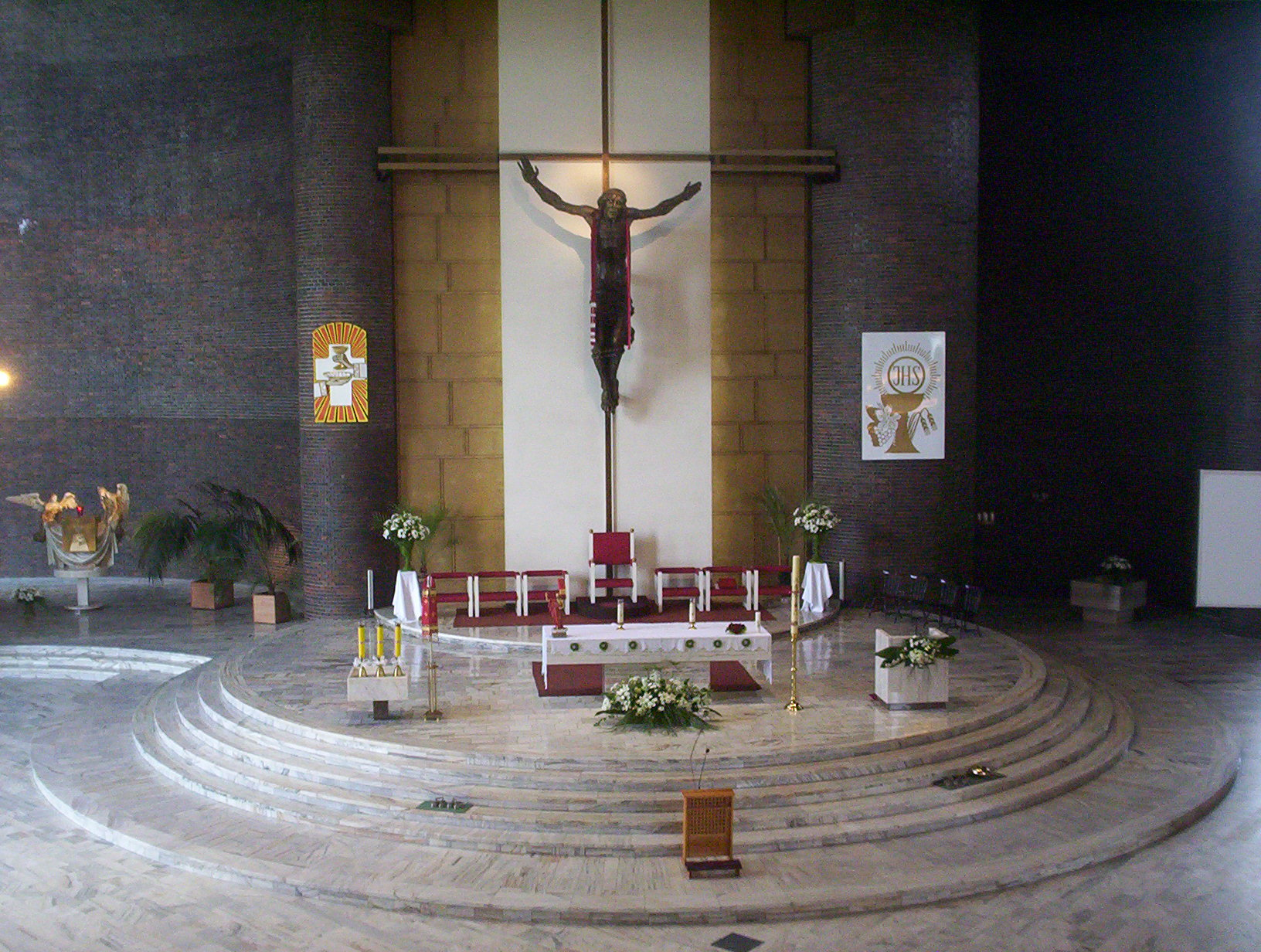
Kościół górny
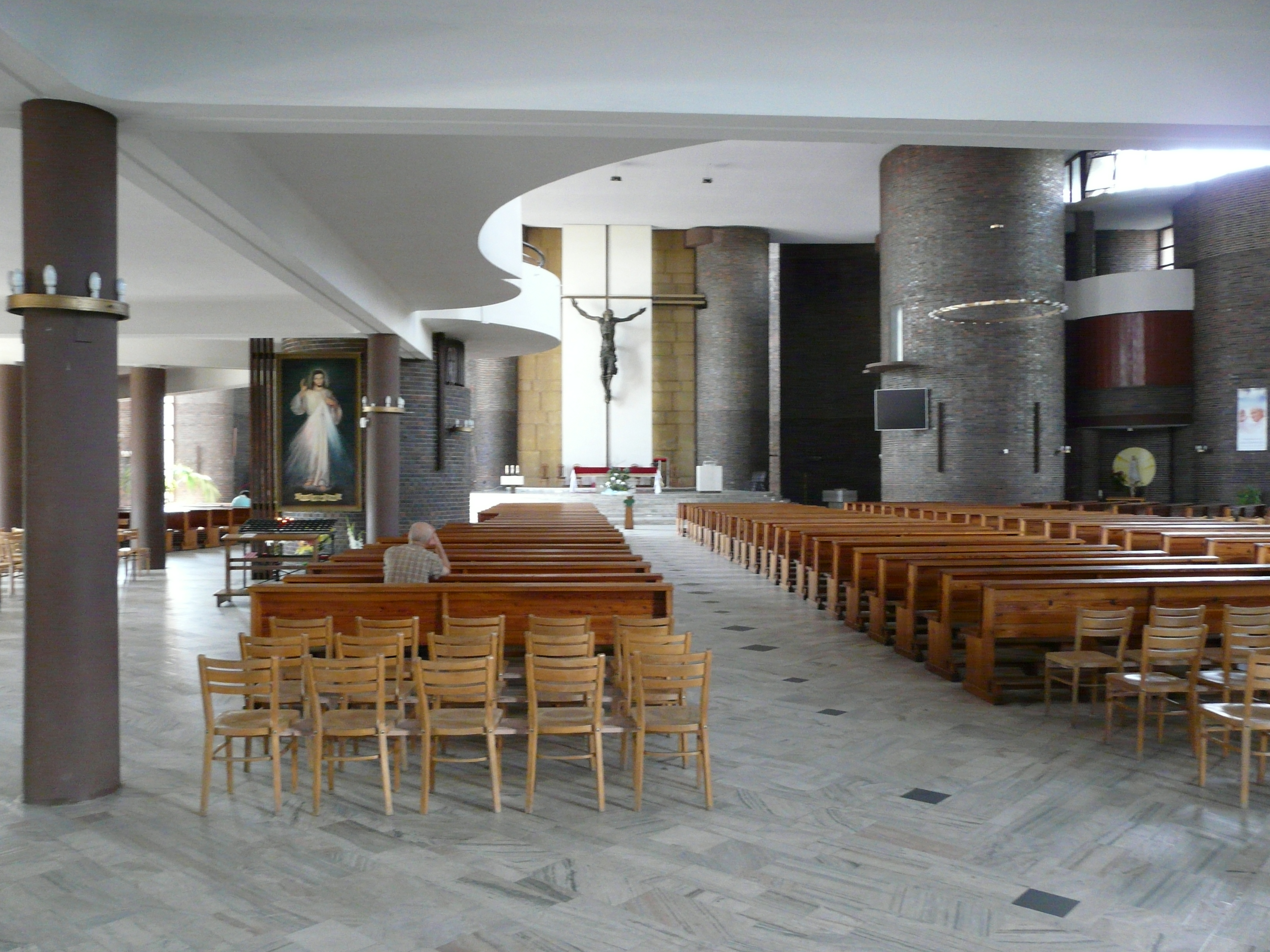
Wnętrze kościoła